# Homaxinella acanthelloides
Homaxinella acanthelloides är en svampdjursart som beskrevs av Claude Lévi 1961. Homaxinella acanthelloides ingår i släktet Homaxinella och familjen Suberitidae.
Artens utbredningsområde är havet kring Filippinerna. Inga underarter finns listade i Catalogue of Life.